# ジョンソン宇宙センター内の建物一覧
ジョンソン宇宙センター内の建物には、アメリカ航空宇宙局 (NASA) の有人宇宙飛行活動に関わる施設が入る。ジョンソン宇宙センターは、テキサス州ヒューストン南東部に位置する1,620エーカー (656 ha)の土地に建設された100棟の建物から成る複合施設である。
ジョンソン宇宙センターのそれぞれの建物には名前は付いておらず、すべての建物に番号が割り振られている。以下にその一部を示す。
| 建物       | 説明 |
| ---------- | --- |
| 1号棟      | ジョンソン宇宙センター本部棟およびジョンソン宇宙センター長などの上級管理職の事務所 |
| 2号棟      | 広報部および映像製作・音声処理施設（スペースセンター・ヒューストンが1992年10月に開館するまでは、ジョンソン宇宙センターのビジターセンターがあった） |
| 3号棟      | 第一カフェテリアおよび従業員向けの売店 |
| 4-N号棟    | フライトディレクター事務所を含む、有人宇宙飛行活動関連施設 |
| 4-S号棟    | 宇宙飛行士事務所を含むフライトクルー・オペレーション部門および有人宇宙飛行活動関連施設 |
| 5号棟      | 宇宙ミッション・シミュレーション施設（最近退役したシャトルのミッション・シミュレータ、ISSのミッション・シミュレータ、オリオンのミッション・シミュレータを含む） |
| 7号棟      | 真空装置および宇宙服試験施設 |
| 8号棟      | 診療所および写真・映像保管施設 |
| 9号棟      | 宇宙船モックアップ施設。国際宇宙ステーションやスペースシャトル、オリオン等の実物大模型を設置した訓練施設（このうち、スペースシャトルの模型はシャトル計画の終了に伴い、外部組織に寄付され、撤去された） |
| 10号棟     | エンジニアリング製作施設および機械工場 |
| 11号棟     | 第二カフェテリアおよび従業員向けの売店 |
| 12号棟     | 教育課、人事課、LL教室および財務管理部 |
| 15号棟     | 人間と環境要因に関する研究室。 |
| 16&16A号棟 | シャトル電子機器のソフトウェアやハードウェアの検査・調整を行う、シャトル・アビオニクス統合施設。 |
| 17号棟     | 宇宙食系研究室および宇宙探査のための事務所 |
| 20号棟     | 安全およびミッション保証、調達事務所 |
| 30-A号棟   | ミッション・オペレーション部の機能上の部局（フライト・デザイン-FIDOやグラウンド・コントロール-GC等）が入る。30-A号棟のAは、Adminを意味する。 |
| 30-M号棟   | 歴史的なミッション・コントロール・センターであるクリストファー・C・クラフト・ジュニア・ミッションコントロールセンターが置かれている。この棟には、国際宇宙ステーションのための飛行管制室 (flight control room) であるFCR1（旧 MOCR-1）、歴史的なアポロ管制室として知られるFCR2（旧 MOCR2）、訓練用の飛行管制室であるRed FCRが入る。30-M号棟のMは、Main buildingを意味する。 |
| 30-S号棟   | 以前はスペースシャトル用の管制室であったミッション・コントロール・センター・スペース・ステーションWhite FCR、オリオン用の暫定的な管制室であるBlue FCR、フライト・コンソールおよびデータ施設が入る。30-S号棟のSは、建物全体を指してはSpace Stationを意味する。特に、ホワイト飛行管制室 (White Flight Control Room, White FCR) は、もともとフリーダム宇宙ステーション用に供するために建設された。その後、スペースシャトルとステーションとでリソースを共有する決定が下され、このプロセスを経てWhite FCRはスペースシャトル用に変更された。 |
| 31号棟     | 宇宙物質科学研究および探査科学研究室 |
| 31-N号棟   | 月試料実験室施設 |
| 32号棟     | 宇宙環境シミュレーション実験室として、ハードウェアテストに使われる2台の巨大な熱真空試験用装置（国定歴史建造物に指定）が設置されている。 |
| 33号棟     | 宇宙環境シミュレーション試験施設として、ハードウェアテストに使われる小型の真空装置が複数置かれている。 |
| 37号棟     | かつては、アポロ計画で地球に持ち帰られた月面の岩石などを分析・研究する月試料研究所が置かれていたが、現在は生命科学研究所となった。 |
| 44号棟     | 通信・追跡部門 |
| 110号棟    | NASAの従業員入口近くの門の外にあるセキュリティー本部のある棟。従業員、契約業者、訪問客に入場許可バッジを発行する。 |